# Гонтовый стиль

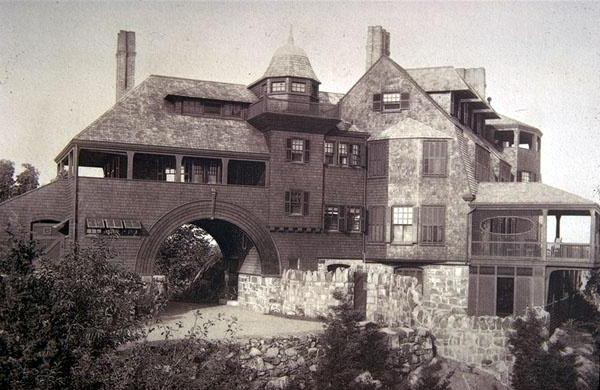
Особняк «Крэгсайд». 1883—1885, снесён в 1929

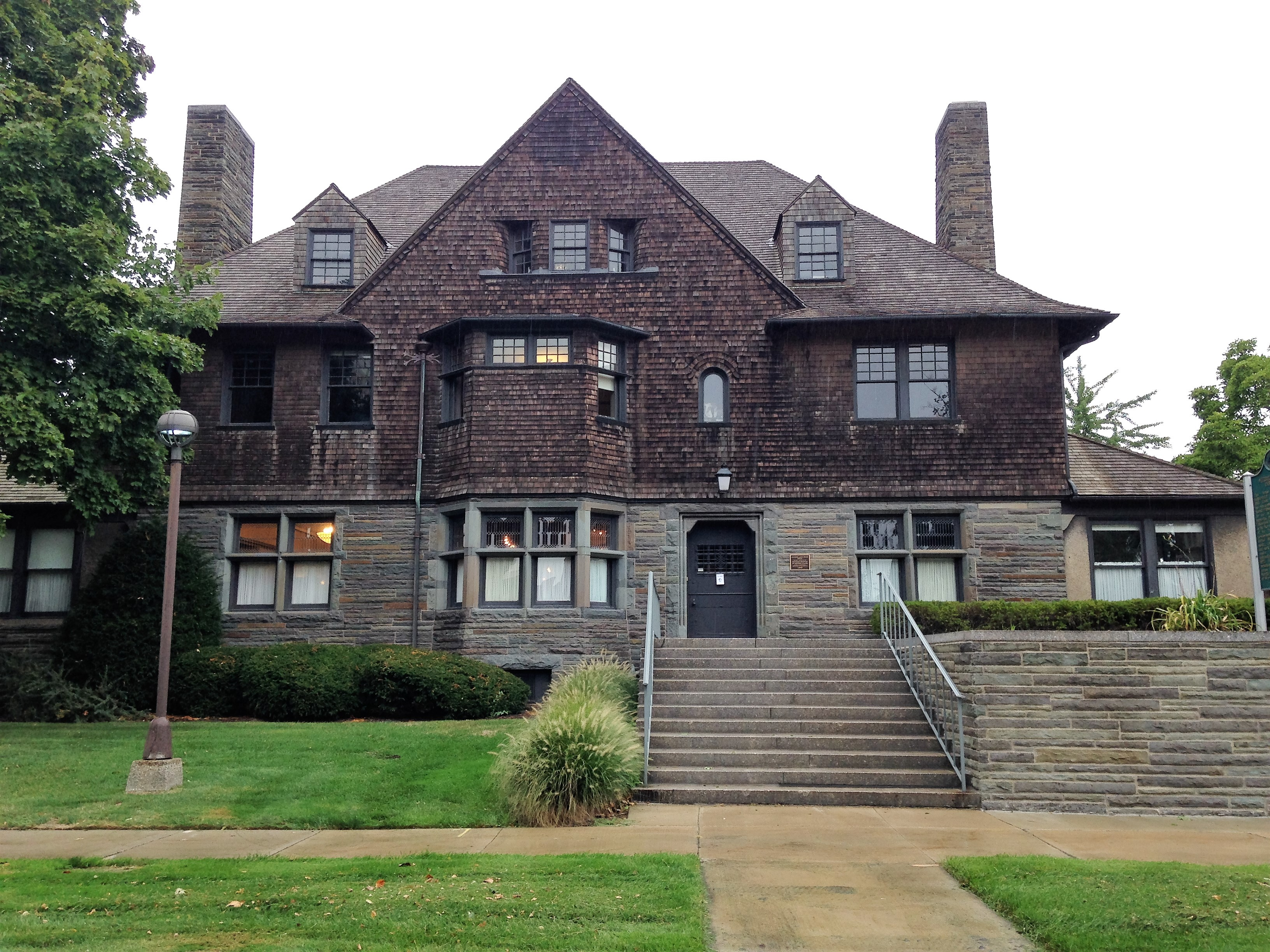
Дом Чарльза Фрира в Детройте. 1890. Архитектор Уилсон Эйр

Го́нтовый стиль (англ. Shingle style, от shingle — гонт) — архитектурный стиль, популярный в США с 1879 по 1890 год, при котором всё здание целиком покрывалось гонтом.
В период, когда в архитектуре господствовало возрождение исторических стилей, гонтовый стиль, напротив, стал шагом в сторону функционализма XX века. Он возник под влиянием интереса к американской колониальной архитектуре XVII века на основе более раннего стиля королевы Анны и стиля стик. В этом стиле строились исключительно частные загородные дома и особняки, поскольку крупные промышленные или коммерческие здания не могли быть построены из дерева.
Дома этого типа имели особый, характерный план: в центре внутреннего пространства располагался большой холл, в который выходили гостиная и столовая. Наружние стены нижнего этажа делались из камня, верхний этаж — из дерева. Деревянные стены и кровля были сплошь покрыты гонтом, создававшим орнаментальный узор. Кроме того, для гонтового стиля были характерны взаимопроникновения пространств интерьера и экстерьера, в частности, открытые веранды. В целом дома создавали впечатление одновременно представительности и романтической «сельской» живописности.
Главным теоретиком стиля был Джон Стивенс, автор монографии «Образцы американской отечественной архитектуры» (1889). Среди архитекторов, работавших в этом стиле, были Генри Ричардсон, отчасти вдохновлявшийся средневековым романским стилем, а также Уильям Ральф Эмерсон и Брюс Прайс. Многие здания строились под эгидой архитектурной фирмы McKim, Mead & White. Гонтовый стиль отчасти предвосхитил органическую архитектуру XX века, повлияв, в частности, на творчество Фрэнка Ллойда Райта.